# 柴坦尼亚·摩诃巴布

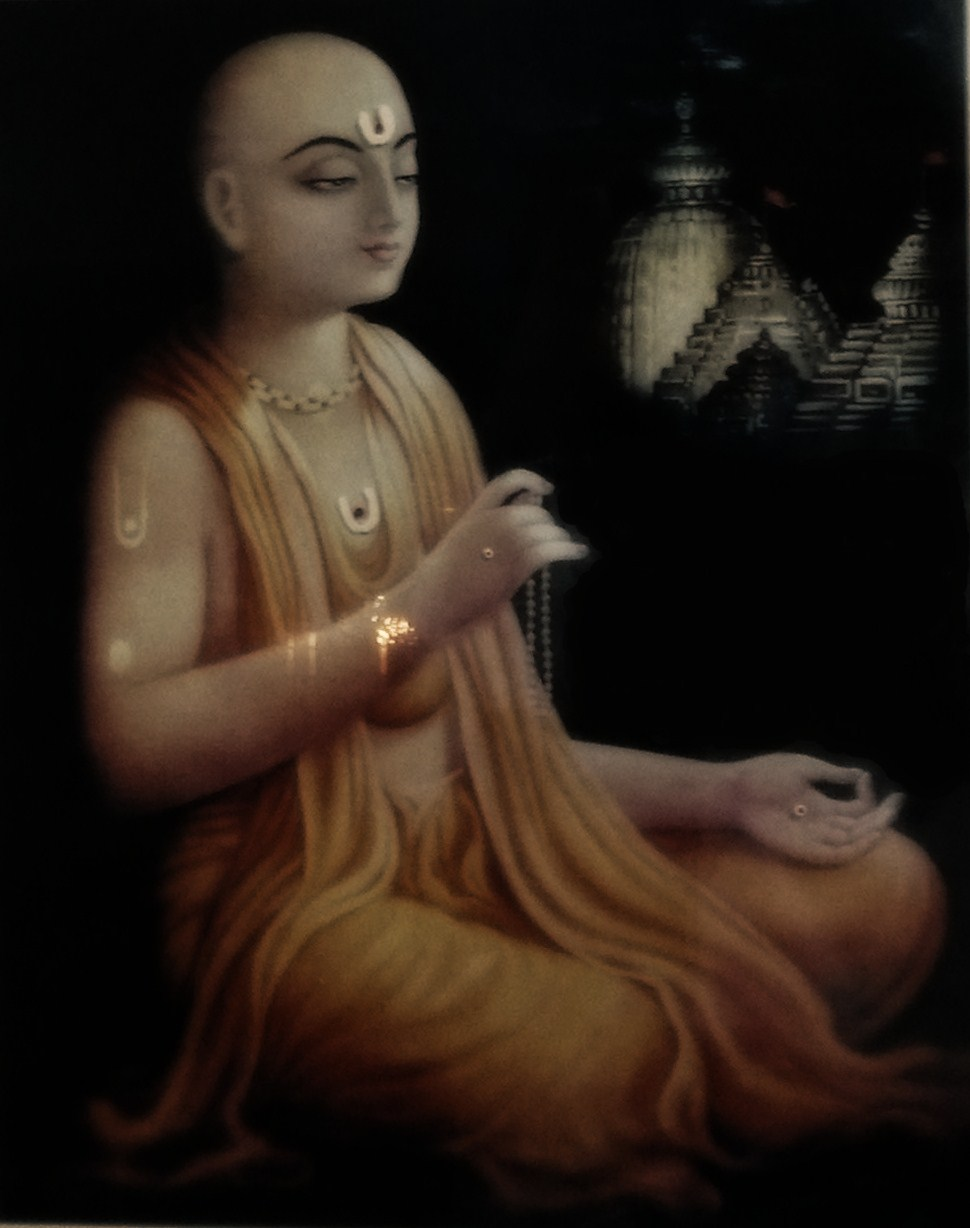
柴坦尼亞的畫像

柴坦尼亚·摩诃巴布（Caitanya Kṛṣṇa Mahāprabhu；1486年2月18日—1534年6月14日），又译为遮曇若·奎师那·摩訶波羅菩、哉丹尼亞·摩訶波菩等，意译有知黑天勝主、“精神大主宰”，是一名孟加拉印度教精神导师。他被他的信徒认为是黑天（奎师那）的真身。他被认为是奎师那最为仁慈的表现。
柴坦尼亚意思是智慧、有智慧，摩诃是伟大的意思，巴布是神、精通者、最胜尊或者領主、統治主的意思。根据Chaitanya Charitamruta，柴坦尼亚出生于1486年2月18日，一个满月的夜晚。 他的父母给他取名为“Vishvambhara”。他的家人最初居住于达卡Dakhhin，锡尔赫特 Shrihatta（现孟加拉国锡尔赫特）。